# Урумеа
Урумеа (исп. Urumea, произношение [uˈɾumea] или [uɾuˈmea], от баскского «ur» (вода) + «me(he)a» (тонкий)) — река на севере Пиренейского полуострова. Это одна из нескольких баскских рек, впадающих в Бискайский залив в районе города Сан-Себастьян.

## Характеристики
Длина реки 57 км, площадь водосборного бассейна — 272,4 км². Расход воды на водомерной станции Эреньосу у Мендараса (в среднем течении реки) равен 10,53 м³/с.
Образуется при слиянии речек Ольин и Буро. Течёт в общем северном направлении. Основной приток — река Аньярбе (правый), другие крупные — Ласте (левый), Ауррека (левый), Исацолако (правый) и Олаберрика (левый).
Качество воды довольно хорошее, несмотря на небольшое ухудшение в нижнем течении при приближении ко устью (умеренно хорошее состояние), где находится город Сан-Себастьян. Однако в последнее время были проведены работы по очистке воды, что привело к существенному восстановлению окружающей среды.

## Бассейн
Верховья реки располагаются в горной местности, поросшей сосной лучистой и дубом обыкновенным. Пойма реки занята ольшаниками с присутствием ивы и ясеня. В низовьях течёт среди лугов и городов.
Нижний участок реки имеет широкие и ровные берега, пригодные для выращивания сельскохозяйственных культур и городского развития, в результате чего в Гипускоа находится самый населённый водосборный бассейн, в котором проживает 212 564 человека. Главные города на реке — Эрнани (бумажная и химическая промышленность, алюминиевый завод, производство лифтов и т. д.), Астигаррага, известная своими домами сидра (исп. Sagardotegi), и Сан-Себастьян. Дома сидра в основном сосредоточены на полосе вдоль левого берега в Эрнани и на небольшой дороге, идущей вверх от правого берега к границе между Астигаррагой и пригородами Сан-Себастьяна.

## Фауна
Ихтиофауна реки представлена пятью видами: кумжей, обыкновенным гольяном, речным угрем, усатым гольцом и атлантическим лососем, популяция которого вымирала, но была восстановлена. Кроме того, в реке обитают два вида млекопитающих: европейская норка и пиренейская выхухоль.

## Эстуарий
Эстуарий реки мелководен, имеет длину 7,7 километра. Высота прилива — от 1 до 4,5 метров. Мощность осадочного слоя достигает 17,55 метра, отложился он за 43,5 тысячи лет и представлен песками с прослойками гравия, ила и глины.
Устье реки Урумеа известно своими волнами, идущими вверх по течению, которые привлекают речных сёрферов. Это явление похоже на приливные боры, но причиной его являются морские волны, а не приливы. Подобно приливным борам, волны Урумеа образуются в океане и поднимаются вверх по реке.